# IC 4955
IC 4955 ist ein Reflexionsnebel im Sternbild Fuchs am Nordsternhimmel. Das Objekt wurde vom US-amerikanischen Astronomen Edward Emerson Barnard entdeckt.